# Distrikt Santarém
Der Distrikt Santarém (Distrito de Santarém) ist ein Distrikt in Portugal, der sich zum größten Teil aus der traditionellen Provinz Ribatejo und aus Teilen von Beira Baixa und Beira Litoral zusammensetzt. Die Nachbardistrikte heißen Leiria und Castelo Branco im Norden, Portalegre im Osten, Évora im Süden sowie Lissabon im Süden.
Die Fläche beträgt 6747 km², der Distrikt hat eine Bevölkerung von 475.344 (Stand 2001). Hauptort des Distrikts ist Santarém. Kfz-Kennzeichen für Anhänger: SA.
Der Distrikt Santarém teilt sich in 21 Kreise (Municípios):
| Kreis                  | Anzahl Gemeinden | Einwohner (2021) | Fläche km² | Dichte Einw./km² | LAU- Code | Region   | Unterregion     |
| ---------------------- | ---------------- | ---------------- | ---------- | ---------------- | --------- | -------- | --------------- |
| Abrantes               | 13               | 34.329           | 714,69     | 48               | 1401      | Alentejo | Médio Tejo      |
| Alcanena               | 7                | 12.472           | 127,32     | 98               | 1402      | Alentejo | Médio Tejo      |
| Almeirim               | 4                | 22.012           | 222,12     | 99               | 1403      | Alentejo | Lezíria do Tejo |
| Alpiarça               | 1                | 6.975            | 95,36      | 73               | 1404      | Alentejo | Lezíria do Tejo |
| Benavente              | 4                | 29.709           | 521,38     | 57               | 1405      | Alentejo | Lezíria do Tejo |
| Cartaxo                | 6                | 23.186           | 158,18     | 147              | 1406      | Alentejo | Lezíria do Tejo |
| Chamusca               | 5                | 8.530            | 746,00     | 11               | 1407      | Alentejo | Lezíria do Tejo |
| Constância             | 3                | 3.798            | 80,36      | 47               | 1408      | Alentejo | Médio Tejo      |
| Coruche                | 6                | 17.355           | 1.115,72   | 16               | 1409      | Alentejo | Lezíria do Tejo |
| Entroncamento          | 2                | 20.141           | 13,73      | 1.467            | 1410      | Alentejo | Médio Tejo      |
| Ferreira do Zêzere     | 7                | 7.800            | 190,37     | 41               | 1411      | Alentejo | Médio Tejo      |
| Golegã                 | 3                | 5.400            | 84,31      | 64               | 1412      | Alentejo | Lezíria do Tejo |
| Mação                  | 6                | 6.402            | 399,99     | 16               | 1413      | Alentejo | Médio Tejo      |
| Ourém                  | 13               | 44.538           | 416,68     | 107              | 1421      | Alentejo | Médio Tejo      |
| Rio Maior              | 10               | 21.004           | 272,75     | 77               | 1414      | Alentejo | Lezíria do Tejo |
| Salvaterra de Magos    | 4                | 21.607           | 243,94     | 89               | 1415      | Alentejo | Lezíria do Tejo |
| Santarém               | 18               | 58.662           | 552,54     | 106              | 1416      | Alentejo | Lezíria do Tejo |
| Sardoal                | 4                | 3.513            | 92,15      | 38               | 1417      | Alentejo | Médio Tejo      |
| Tomar                  | 11               | 36.413           | 351,22     | 104              | 1418      | Alentejo | Médio Tejo      |
| Torres Novas           | 10               | 34.111           | 269,99     | 126              | 1419      | Alentejo | Médio Tejo      |
| Vila Nova da Barquinha | 4                | 7.016            | 49,53      | 142              | 1420      | Alentejo | Médio Tejo      |
| Distrikt Santarém      | 141              | 424.973          | 6.718,33   | 63               | 14        | –        | –               |

Koordinaten: 39° 14′ N, 8° 41′ W